# 맥베스 (2015년 영화)
《맥베스》(영어: Macbeth)는 2015년 공개된 영국의 드라마 영화로, 윌리엄 셰익스피어의 희곡 《맥베스》를 원작으로 하는 영화이다. 마이클 패스벤더가 주인공 맥베스 경 역을 연기하며 마리옹 코티야르가 그 부인 역을 맡았다.

## 줄거리
영화는 맥베스 부부가 자녀의 장례를 치르는 장면으로 시작된다. 맥베스는 던컨 왕의 군대를 이끌고 내전에서 승리하지만, 어린 병사들을 포함한 많은 이들을 잃는다. 전투 후, 세 명의 마녀와 소녀, 아기가 맥베스와 뱅코에게 나타나 맥베스를 코더 영주이자 미래의 왕으로, 뱅코를 왕들의 아버지로 칭송하며 사라진다.
던컨 왕은 맥베스의 승전보를 듣고 반역을 저지른 코더 영주를 처형하고 그 자리를 맥베스에게 준다. 맥베스는 아내에게 예언을 이야기하고, 레이디 맥베스는 어둠의 영혼에게 도움을 구한다. 던컨 왕이 밤에 머물기로 하자, 레이디 맥베스는 맥베스에게 왕을 살해하여 예언을 이루라고 부추긴다. 왕이 자신의 후계자로 말콤을 지명하자 맥베스는 망설이지만, 레이디 맥베스의 설득에 던컨 왕을 살해한다. 맥베스는 죄책감에 휩싸이고 레이디 맥베스는 증거를 조작한다. 그들은 손을 씻으며 죄를 씻었다고 말하지만 죄책감은 사라지지 않는다.
다음 날 아침, 맥더프가 던컨 왕의 시신을 발견하고 맥베스는 자신의 범행을 숨기기 위해 시종들을 죽인다. 말콤의 도주는 의심을 사지만 맥베스는 왕으로 즉위한다. 맥베스는 자신이 왕이 되어도 자식이 없어 왕위가 뱅코와 그의 아들 플리언스에게 넘어갈 것이라는 예언에 절망한다. 맥베스는 그들을 연회에 초대하고, 뱅코가 자신을 의심하고 떠나려 한다는 것을 알게 된다. 맥베스는 자객을 보내 뱅코를 살해하지만 플리언스는 탈출한다. 맥베스는 연회에서 뱅코의 유령을 보고 불안에 휩싸여 횡설수설하고, 레이디 맥베스는 손님들을 돌려보낸다.
맥베스는 마녀들을 찾아가 미래에 대한 예언을 다시 듣는다. 마녀들은 맥더프를 조심하라고 경고하며, 버넘 숲이 던시네 언덕의 왕성까지 오기 전에는 맥베스가 왕일 것이며, 여자의 몸에서 태어난 자에게는 죽지 않을 것이라는 예언을 한다. 맥베스는 맥더프가 도망갔다는 소식을 듣고 분노하여 맥더프의 가족과 하인들을 죽인다. 레이디 맥베스는 괴로워하며 칼을 씻고, 맥더프는 말콤과 함께 군대를 모아 복수를 맹세한다.
죄책감에 시달리던 레이디 맥베스는 환각을 보고 과거의 죄악을 한탄한다. 그녀는 자신의 아이의 유령을 보고 잠들기를 애원하며, 언덕을 헤매다 마녀들을 본다. 맥베스는 미쳐간다는 소문이 퍼지고 모두가 그의 폭정을 두려워한다. 맥베스는 아내의 죽음을 전해 듣고 절망하며 유명한 독백을 한다. 그는 군대를 이끌고 나선다. 맥더프 군대가 버넘 숲의 나무를 베어 옮기는 것을 보고 예언이 이루어졌음을 깨닫는다. 맥베스는 맥더프와 결투를 벌이고, 여자의 몸에서 태어난 자에게 죽지 않는다는 예언을 믿고 자신만만해 하지만, 맥더프는 자신의 탄생에 숨겨진 비밀을 밝힌다. 맥베스는 절망에 빠지지만, 말콤에게 굴복하지 않고 죽음을 맞이한다. 마녀들은 사라지고 말콤이 왕으로 즉위한다. 플리언스가 맥베스의 칼을 들고 연기 속으로 사라지는 것으로 영화는 끝을 맺는다.

## 배역
- 마이클 패스벤더 - 맥베스 역
- 마리옹 코티야르 - 레이디 맥베스 역
- 패디 콘시딘 - 뱅쿼 역
- 숀 해리스 - 맥더프 역
- 잭 레이너 - 맬컴 역
- 엘리자베스 데비키 - 레이디 맥더프 역
- 데이비드 슐리스 - 덩컨 역
- 로스 앤더슨 - 로스 역
- 데이비드 헤이먼 - 레녹스 역
- 모리스 로이브스 - 몬티스 역
- 힐턴 맥레이 - 맥돈월드 역